# Campeonato Alemán de Fútbol 1920
El Campeonato Alemán de Fútbol 1920 fue la 13.ª edición de dicho torneo. Participaron 8 equipos (7 campeones de las ligas regionales de fútbol del Imperio alemán y el defensor del título).

## Fase final

### Cuartos de final
| Vereinigte Breslauer Spfr. | 3 – 2 | SC Union 06 Oberschöneweide |

| SpVgg Fürth | 7 – 0 | VfTuR Mönchengladbach |

| SV Arminia Hannover | 1 – 2 t.s. | FC Titania Stettin |

| VfB Leipzig | 0 – 2 | 1. FC Nürnberg |

### Semifinales
| Vereinigte Breslauer Spfr. | 0 – 4 | SpVgg Fürth |

| FC Titania Stettin | 0 – 3 | 1. FC Nürnberg |

### Final
| 1. FC Nürnberg | 2 – 0 | SpVgg Fürth |

|                                  |
| Campeón 1. FC Nürnberg 1° título |